# Pegomya compressa
Pegomya compressa är en tvåvingeart som beskrevs av Masayoshi Suwa 1984. Pegomya compressa ingår i släktet Pegomya och familjen blomsterflugor.
Artens utbredningsområde är Nepal. Inga underarter finns listade i Catalogue of Life.